# Ludwig Siffling
Ludwig Siffling (* 7. Oktober 1921 in Mannheim; † 1. Juli 2020) war ein deutscher Fußballspieler des SV Waldhof Mannheim. Der überwiegend als Flügelstürmer im damals praktizierten WM-System eingesetzte Angreifer absolvierte 150 Spiele in der Fußball-Oberliga Süd von 1945 bis 1954 und erzielte dabei 35 Tore. Im Anschluss an seine Spielerkarriere war er im Amateurbereich als Trainer tätig.

## Laufbahn

### Jugend und Gauliga Baden, bis 1945
Der Cousin der Waldhof-Legende Otto Siffling debütierte mit 18 Jahren am 25. Dezember 1939 in der Gauliga Baden. Bei einem 6:1 gegen die SpVgg Sandhofen erzielte der auf beiden Flügeln einsetzbare Angreifer drei Tore. Der Angriff der Blau-Schwarzen war in der Besetzung mit Siffling, Reinhold Fanz, Josef Erb, Karl Bielmeier und Ludwig Günderoth aufgelaufen. 24 Stunden später, am 26. Dezember, war bereits sein zweiter Gauligaeinsatz fällig; Waldhof besiegte den Neuling FG Kirchheim mit 17:0 und der Nachwuchsspieler erzielte erneut drei Tore. In der Gruppenphase in Nordbaden kam Siffling noch in den Spielen gegen den VfL Neckarau (2:1), VfR Mannheim (1:2) und im Nachholspiel am 22. Juni 1940 gegen Viernheim (6:1, ein Tor) zum Einsatz. In der Endrunde um die Meisterschaft in der Gauliga 1939/40 trat er mit dem Waldhof in den Spielen gegen den VfR Achern (4:1), Freiburger FC (1:1), 1. FC 08 Birkenfeld (4:0) und im Heimspiel gegen Achern 10:1 – zweifacher Torschütze – am 21. April 1940 an und konnte mit seinen Mannschaftskameraden die Meisterschaft erringen. Das rückständige Meisterschaftsspiel gegen den VfR Mannheim (0:3) wurde erst zu Beginn der neuen Saison am 1. September 1940, lediglich aus statistischen Gründen, noch ausgetragen. Die Gruppenphase in der Endrunde um die deutsche Fußballmeisterschaft eröffnete Waldhof mit Rechtsaußen Ludwig Siffling am 12. Mai 1940 mit einer 0:1-Auswärtsniederlage bei den Stuttgarter Kickers. Beim Rückspiel am 9. Juni zeichnete er sich als dreifacher Torschütze beim deutlichen 7:2-Heimerfolg aus. Die Waldhöfer setzten sich mit 8:4 Punkten in der Gruppe gegen die Stuttgarter Kickers, 1. FC Nürnberg und Kickers Offenbach durch und zogen in das Halbfinale ein. Das fand am 14. Juli in Stuttgart gegen den favorisierten FC Schalke 04 mit deren Stars Hans Klodt, Otto Tibulski, Herbert Burdenski, Hermann Eppenhoff, Fritz Szepan, Ernst Kuzorra und Ernst Kalwitzki statt. Königsblau setzte sich mit 3:1 durch und gewann auch das Finale am 21. Juli in Berlin mit 1:0 gegen den Dresdner SC. In den Spielen um den 3. Platz gegen Rapid Wien (4:4 n. V.; 2:5 Wdh.) konnte Ludwig Siffling infolge einer Verletzung nicht teilnehmen. Da er sich seit Februar 1940 im Reichsarbeitsdienst-Lager im saarländischen Kleinblittersdorf befand und erst zum Jahresende in die Kaiser-Wilhelm-Kaserne nach Mannheim abkommandiert wurde, konnte er auch nicht in den erfolgreichen Spielen um den Tschammerpokal 1939 mitwirken.
In der Saison 1940/41 konnte er für Waldhof noch neun Gauligaspiele bestreiten, danach schlugen die Umstände des Krieges aber auch bei Ludwig Siffling massiv durch. Mit der 132. Infanterie-Division, als Angehöriger einer Fernmeldeeinheit, hatte es ihn auf die Krim, um die Kämpfe um Leningrad und anschließend nach Kurland verschlagen. Bei Rückzugsgefechten in Litauen wurde er verwundet und konnte mit einem der letzten Schiffe aus Ostpreußen flüchten.
Im Mannheimer Raum wurde auch noch 1944/45 im September 1944 eine Runde mit sechs Vereinen gestartet. Zu einem geordneten Spielbetrieb konnte es aber in der Endphase des Krieges nicht mehr kommen. Die KSG Käfertal/Phönix musste ihren Spielbetrieb im Oktober 1944 einstellen und die FG Union Heidelberg wurde nach Nichtantreten gegen Waldhof und VfR Mannheim aus dem Spielbetrieb ausgeschlossen. Für Siffling notiert Ebner drei Einsätze, darunter auch das Spiel am 31. Dezember 1944 gegen den VfR Mannheim, wo der von Käfertal gekommene Willi Rube der Torschütze zum 1:0 von Waldhof gegen den VfR Mannheim war und Ludwig Siffling als Mittelstürmer ausgeholfen hatte. Meister der Verbandsrunde wurde der SV Waldhof.
Insgesamt wird Ludwig Siffling bei Ebner von 1939/40 bis 1944/45 (durch den Zweiten Weltkrieg keine Spieleinsätze 1941/42 und 1943/44) mit 24 Spielen und 15 Toren in der Gauliga Baden geführt.

### Oberliga Süd, 1945 bis 1954
Das erste Fußballspiel in Mannheim nach Ende des Zweiten Weltkriegs wurde am 9. September 1945 auf dem VfR-Platz an den Brauereien zwischen dem VfR und Waldhof Mannheim durchgeführt. Beim 3:1-Erfolg von Waldhof zeichnete sich auch Ludwig Siffling als Torschütze aus. Am 4. November erfolgte mit einem 1:1 beim FSV Frankfurt der Start in die Oberliga Süd. Waldhof belegte am Rundenende den 4. und der VfR Mannheim den 14. Rang.
Im zweiten Oberligajahr erreichte Waldhof sogar die Vizemeisterschaft in der Oberliga Süd, zwar mit 13 Punkten Rückstand deutlich hinter Meister 1. FC Nürnberg, aber immerhin auch mit drei Punkten Vorsprung gegenüber Eintracht Frankfurt auf dem 3. Rang. Neben Torhüter Karl Vetter zeichneten sich dabei insbesondere die Angriffsspieler Georg Herbold, Reinhold Fanz, Paul Lipponer, Willi Rube, Ludwig Siffling und Werner Hölzer in der Mannschaft von Trainer Herbert Pahlke aus. Die Lokalrivalen VfR – Hermann Jöckel, Philipp Rohr, Rudolf de la Vigne, Kurt Stiefvater – und VfL Neckarau – Fritz Balogh, Willi Preschle, Günter Sosna, Karl Gramminger, Martin Gramminger – landeten dagegen auf dem 12. bzw. 16. Tabellenrang. Beide Lokalderbys gegen den VfR gewann Waldhof mit 3:0. Häufig lief die Waldhof-Angriffsformation in der Besetzung mit Herbold, Fanz, Lipponer, Rube und Siffling auf. Nach der Hinrunde hatten Siffling und Kollegen lediglich mit 21:17 Punkten den achten Rang belegt. In der Rückrunde spielte sich Waldhof in einer 21:1-Punkteserie vom 26. bis zum 35. Rundentag zur Vizemeisterschaft.
Als der 1. FC Nürnberg im Jahre 1948 die erste deutsche Fußballmeisterschaft nach dem Zweiten Weltkrieg erringen konnte, hatten zuvor die Waldhöfer in der Oberliga Süd dem Meister aus dem Frankenland im Heimspiel am 21. September 1947 vor 20.000 Zuschauern durch einen 3:1-Erfolg beide Punkte abgenommen. Der Heimsieg wurde mit der bereits 1946/47 erfolgreichen Angriffsformation mit Herbold, Fanz, Lipponer, Rube und Ludwig Siffling errungen. Beim torreichen 6:4-Heimsieg am 36. Spieltag, den 6. Juni 1948, gegen die SpVgg Fürth erzielte Linksaußen Siffling den fünften Treffer für die Waldhöfer. Insgesamt lief er in der Runde 1947/48 in 20 Ligaspielen auf und erzielte drei Treffer. Die Blau-Schwarzen landeten auf dem 6. Rang in der Abschlusstabelle.
In der vierten Oberligarunde 1948/49 landete Waldhof mit dem Torverhältnis von 54:43 Toren auf dem 5. Tabellenplatz. Siffling hatte nur in einem der 30 Ligaspiele gefehlt und sechs Tore erzielt. Stürmerkollege Georg Herbold führte mit 19 Toren – gemeinsam mit Emil Maier vom Meister Kickers Offenbach und Otto Thanner vom TSV 1860 München – die Torjägerliste in der Oberliga Süd an. Da der Lokalrivale VfR Mannheim sich im Süden als Vizemeister für die Endrunde um die deutsche Meisterschaft qualifizierte und überraschenderweise am 10. Juli 1949 in Stuttgart gegen Borussia Dortmund die deutsche Meisterschaft nach Mannheim holen konnte, ging die Leistung der Waldhöfer daneben unter. Beide Lokalderbys waren enge Spiele: In der Hinrunde setzte sich der VfR mit 2:1 auf dem Waldhof durch, im Rückspiel trennte man sich am 6. März 1949 vor 20.000 Zuschauern mit einem 1:1. Waldhof war mit dem bewährten Angriff mit Siffling, Herbold, Lipponer, Rube und Hölzer aufgelaufen.
Ab der Saison 1950/51 ging es mit den „Waldhof-Buben“ in der Tabelle nach unten. Im Jahre der Fußball-Weltmeisterschaft 1954 stieg Waldhof als Tabellenvorletzter aus der Oberliga Süd ab. Die „Recken“ aus der Gauliga und Leistungsträger in den ersten Jahren der Oberliga Süd waren in die Jahre gekommen. Der an beiden Flügeln über Jahre als Stammspieler fungierende Techniker mit Kombinationsgabe, Ludwig Siffling, hatte bereits 1952/53 verletzungsbedingt nur noch zwei Spiele bestreiten können, beendete mit dem Spiel am 22. November 1953 bei Viktoria Aschaffenburg (0:2) durch eine erneute Verletzung, seine Laufbahn als Spieler in der Oberliga Süd.

### Trainer
Noch als Aktiver Ende der 40er-Jahre hatte Siffling beim SV Sandhausen bereits das Traineramt ausgeübt. Später war er noch bei der SpVgg Sandhofen, FV 08 Hockenheim, SC Pfingstberg, SC Olympia Lorsch und dem VfR Bürstadt als Trainer tätig. Er hatte Bürstadt 1954 übernommen und 1956 in die 1. Amateurliga Hessen geführt.

## Leben
Das Ehrenmitglied und Ehrenringträger war seit dem 1. Februar 1933 Mitglied des SV Waldhof. Beruflich war er kaufmännischer Angestellter bei Daimler-Benz in Mannheim und später in Wörth am Rhein, wo er auch ab 1972 wohnte. 1983 trat er in den Ruhestand und besuchte noch viele Jahre die Heimspiele von Waldhof.